# تيري روبرت
تيري روبرت (بالفرنسية: Thierry Rupert)‏ مواليد 23 مايو 1977 في فرنسا - الوفاة 10 فبراير 2013، كان لاعب كرة سلة فرنسي. بدأ مسيرته الاحترافية في سنة 1993. بلغ طوله 6 قدم 8 بوصة (2.0 م). اعتزل اللعب في 2012.

## المسيرة الاحترافية
لعب مع ليموج سي إس بي في الدوري الفرنسي في موسم 1999–2000، ثم لعب مع ستراسبورغ أي جي في موسم 2003–2004، ثم لعب مع إلان شالون في الدوري الفرنسي في موسم 2008–2009، ثم لعب مع لو مان سارت باسكت من سنة 2009 إلى 2011، ثم لعب مع إس بي أو روان باسكت في الدوري الفرنسي في سنة 2011، ثم لعب مع جاي دي أيه ديجون في موسم 2011–2012.

## روابط خارجية
- تيري روبرت على موقع الاتحاد الدولي لكرة السلة (الإنجليزية)
- تيري روبرت على موقع الدوري الأوروبي لكرة السلة (الإنجليزية)
- تيري روبرت على موقع كرة السلة الأوروبية.كوم (الإنجليزية)
- تيري روبرت على موقع ريلجم (الإنجليزية)
- تيري روبرت على موقع بروبوليرز (الإنجليزية)
- تيري روبرت على موقع سبورتس رفرنس (الإنجليزية)